# Championnats d'Europe de saut d'obstacles 2001
Navigation
Édition précédente Édition suivante
Les championnats d'Europe de saut d'obstacles 2001, vingt-sixième édition des championnats d'Europe de saut d'obstacles, ont eu lieu en 2001 à Arnhem, aux Pays-Bas. L'épreuve individuelle est remportée par l'Allemand Ludger Beerbaum et la compétition par équipe par l'Irlande.